# Ernst Friedrich Christian von Loebell
Ernst Friedrich Christian von Loebell (* 11. August 1764 auf Sahten in Kurland; † 16. Dezember 1845 in Trier) war ein preußischer Generalleutnant.

## Leben

### Herkunft
Seine Eltern waren Georg Friedrich von Loebell (1723–1768) und dessen Ehefrau Dorothea Eleonore, geborene Brunnengräber († 1776), eine Tochter des Pastors Andreas Johann Brunnengräber aus Dahlen in Kurland. Sein Vater war kaiserlich russischer Oberstleutnant a. D. sowie Herr auf Sahten.

### Militärkarriere
Loebell ging im April 1779 zunächst in polnische Dienste, wechselte aber bald in preußische und kam am 11. April 1780 als Gefreitenkorporal in das Infanterieregiment „von Buddenbrock“. Am 1. November 1783 wurde er dort Fähnrich und am 4. November 1786 Sekondeleutnant. Als solcher nahm er 1795/95 am Feldzug in Polen teil. Am 30. Oktober 1796 wurde er Premierleutnant. Loebell ging am 14. September 1797 als Stabskapitän in das neuerrichtete Infanterieregiment „de l’Homme de Courbière“ und avancierte am 15. Mai 1802 zum Kapitän und Kompaniechef. Während des Vierten Koalitionskrieges kämpfte er bei der Verteidigung von Danzig, wo er am 1. April 1807 bei einem Ausfall schwer verletzt wurde.
Nach dem Frieden von Tilsit kam er am 1. Januar 1808 in das 2. Westpreußische Infanterie-Regiment (Nr. 7). Dort wurde er am 28. Oktober 1808 Major und am 22. März 1809 Bataillonskommandeur. Während der Feldzuges von 1812 kämpfte er bei den Gefechten von Gräfenthal und Temesnow. Für Gräfenthal erhielt er am 19. Oktober 1812 den Orden Pour le Mérite. Am 1. Juli 1813 kam Loebell als Kommandeur in das 6. Reserve-Infanterie-Regiment (später: 18. Infanterie-Regiment) und wurde am 11. August 1813 zum Oberstleutnant befördert. Während der Befreiungskriege kämpfte er in den Schlachten bei Großgörschen, Bautzen, Dresden, Kulm, Leipzig, Laon, Paris und Belle Alliance sowie in den Gefechten bei Bernburg, Weißig, Zinnewald, Beauvette, May, Ville Parisis und St. Martin. Bei Bautzen erwarb er sich das Eiserne Kreuz II. Klasse und den Russischen Orden der Heiligen Anna II. Klasse, bei Leipzig das Eiserne Kreuz I. Klasse und für Belle Alliance erhielt Loebell den Orden des Heiligen Wladimir. Zudem stieg er am 8. Dezember 1813 zum Oberst auf und bekam am 31. Mai 1814 das Eichenlaub zum Pour le Mérite. Am 23. März 1815 wurde er Brigadekommandeur im IV. Armee-Korps und am 30. Juni 1815 zum Kommandanten von Avesnes ernannt.
Nach dem Krieg wurde Loebell am 20. August 1816 zum Inspekteur der Landwehr im Regierungsbezirk Trier ernannt. Am 30. März 1817 wurde er zum Generalmajor mit Patent vom 5. April 1817 befördert. Am 22. Februar 1820 ernannte man ihn zum Kommandeur der 16. Landwehr-Brigade. Am 18. Januar 1822 erhielt er den Roten Adlerorden III. Klasse, am 4. August 1825 das Dienstkreuz und am 12. April 1830 auch den Roten Adlerorden II. Klasse mit Eichenlaub für sein 50-jähriges Dienstjubiläum, bevor er am 8. Dezember 1831 den Abschied als Generalleutnant mit Pension erhielt. Zur Feier seiner Goldenen Hochzeit am 25. Oktober 1841 erhielt er vom König Friedrich Wilhelm IV. eine Tabaktiere in Diamanten mit dem Bildnis des Königs. Der General starb am 16. Dezember 1845 in Trier.

### Familie
Loebell heiratete am 25. Oktober 1791 in Tilsit Henriette Wilhelmine Andreae (1773–1846), eine Tochter des Bürgermeisters von Tilsit. Das Paar hatte mehrere Kinder:
- Ernst Gottlieb Wilhelm (1792–1813), Leutnant, Ritter des Ordens Pour le Mérite
- Charlotte Henriette Emilie (* 1793)
- Georg Friedrich August Julius (1804–1855), preußischer Oberstleutnant a. D., Kommandeur des I. Bataillons im 30. Landwehr-Regiment
- Johanna Luise Emma (* 1809)